# Định tuổi bằng phát quang
Định tuổi bằng phát quang, định tuổi bằng phát sáng hay Xác định niên đại bằng phát quang đề cập đến nhóm các phương pháp xác định khoảng thời gian trôi kể từ khi các hạt khoáng vật tiếp xúc lần cuối với ánh sáng mặt trời hoặc sấy nhiệt, đến ngày nay. Khoảng thời gian trôi này thường được gọi là tuổi tuyệt đối hay niên đại của sự kiện. Nó rất hữu ích cho các nhà địa chất và khảo cổ học, những người muốn biết niên đại của mẫu vật gắn với sự kiện như vậy xảy ra. Đó là hai trường hợp:
1. Thời điểm nhiệt độ đá giảm qua Nhiệt độ Curie, đối với đá magma hay biến chất đã kết tinh.
2. Thời điểm công cụ đá được để yên trong bóng tối ở di chỉ khảo cổ.

Nó bao gồm các kỹ thuật:
1. Phát sáng kích thích quang học (OSL, optically stimulated luminescence);
2. Phát sáng kích thích hồng ngoại (IRSL, infrared stimulated luminescence);
3. Phát sáng kích thích nhiệt (TSL, thermal stimulated luminescence).

Trong vật lý học đây là các phương pháp đo liều (dose) do bức xạ ion hóa gây ra trong một số loại đá. Ứng dụng vào xác định niên đại thì mẫu đo được lấy, đo đạc và xử lý số liệu theo một quy trình thích hợp, sẽ xác định ra tuổi tuyệt đối của sự kiện.

## Cơ sở phương pháp
Phương pháp dựa trên hai hiện tượng vật lý, là tác động của bức xạ nền lên đất đá, và khả năng lưu giữ tác động đó theo thời gian của một số loại khoáng vật.

### Phông phóng xạ
Đất đá nói chung đều chứa một lượng nhỏ đồng vị phóng xạ của các nguyên tố như kali 40K, urani, thori và rubidi 87Rb . Những đồng vị này có thời gian bán rã dài nên chúng còn tồn tại đến ngày nay trên Trái Đất. Bức xạ do phân rã của chúng, cùng với các bức xạ vũ trụ đâm xuyên qua không khí đến được mặt đất, tạo ra một mức bức xạ nền (theo tiếng Anh: background radiation), tại Việt Nam thường gọi là phông phóng xạ (theo tiếng Pháp: fond de rayonnement) của vùng.
Đồng vị phóng xạ có mặt trong đất đá với hàm lượng rất khác nhau theo loại đất đá và vùng, và nói chung trong vùng trầm tích thì thường thấp, còn ở vùng có đá granit thì cao, và cao nhất là ở vùng mỏ quặng phóng xạ. Tùy theo điều đó mà phông, thường đặc trưng bới đại lượng cường độ liều chiếu, có giá trị cỡ 0,5 - 5 Gray/1000 năm.
Phông phóng xạ của môi trường là một trong các chỉ tiêu về môi trường sống, và thường được các nước đo và lập ra thành bản đồ phóng xạ, trong đó có Việt Nam.

### Vật liệu ghi nhớ liều chiếu
Photon năng lượng cao của phông phóng xạ, từ cỡ KeV đến MeV, tương tác với vật chất sẽ gây ra biến dị cấu trúc vật chất đó. Trong trường hợp tinh thể chất rắn tác động này diễn ra theo cơ chế tạo cặp điện tử - lỗ trống, và vì chất rắn không dẫn điện điện tử mắc kẹt gây ra dị tật ở nút mạng tinh thể.
Theo thời gian lượng dị tật tích lũy tăng lên, và nó phản ánh liều chiếu tích lũy của mẫu vật. Với  những khoáng vật như thạch anh, fenspat, oxit nhôm,... có cấu trúc tinh thể xác định, thì khi có sự kích thích của ánh sáng (OSL, optically), của hồng ngoại (IRSL, infrared) hay của nhiệt (TSL, thermal), các điện tử bị bắt giữ chuyển trạng thái, có thể thoát khỏi bẫy và chuyển lên mức năng lượng ở vùng dẫn. Từ vùng dẫn điện tử có thể tái hợp với các lỗ trống bị mắc kẹt trong bẫy. Nếu trung tâm với các lỗ trống là một trung tâm phát sáng (trung tâm tái tổ hợp bức xạ) thì sẽ xảy ra phát xạ photon. Các photon này được phát hiện bằng đèn nhân quang điện (PMT). Các tín hiệu từ đèn PMT được đưa tới bộ đếm để tính toán liều chiếu tích lũy mà vật liệu đã hấp thụ.
Trong công nghệ hạt nhân việc xác định liều chiếu tích lũy thực hiện để giám sát an toàn cho người làm việc trong vùng chiếu xạ. Trong định tuổi thì tuổi được xác định theo công thức:
(Tuổi tuyệt đối) = (Liều chiếu tích lũy) / (cường độ liều chiếu)
Giá trị cường độ liều chiếu đo tại vùng mẫu vật, và cần đánh giá trong quá khứ giá trị này có thay đổi hay không. Thời điểm tính tuổi ứng với lúc lượng nút dị tật trong cấu trúc tinh thể là 0. Đối với đá magma và biến chất đó là lúc nhiệt độ giảm qua Nhiệt độ Curie và thường là sau thời tạo đá hoàn tất. Đối với vật thể khảo cổ thì các chiếu sáng ngoài trời lên các khoáng vật thạch anh, fenspat,... sẽ "xóa" các dị tật nút tinh thể. Chỉ khi chúng bắt đầu nằm yên trong bóng tối, liều chiếu tích lũy bắt đầu, và do đó hỗ trợ khảo cổ xác định tuổi di chỉ.